# Sint-Antoniushoek
De Sint-Antoniuswijk of Sint-Antoniushoek was een wijk of gehucht in de gemeente Beveren-Kruibeke-Zwijndrecht in de Belgische provincie Oost-Vlaanderen. De wijk was gelegen in de historische Sint-Antoniuspolder, nu Doelpolder, aan de Nieuwe Doelse Dijk. De Sint-Antoniushoek lag op de grens van Doel en Kieldrecht, 3 km ten zuidwesten van het dorpscentrum van Doel en 4 km ten oosten van het dorpscentrum van Kieldrecht. Een kilometer ten zuidoosten lag het eveneens verdwenen gehucht Calishoek.
De plaats zou vernoemd zijn naar de volksheilige Sint-Antonius van Padua. Een andere verklaring voor de naam is dat de polder vernoemd is naar Antoon van Bourgondië, de Grote Bastaard van Bourgondië en heer van Beveren vanaf 1452.  

## Geschiedenis

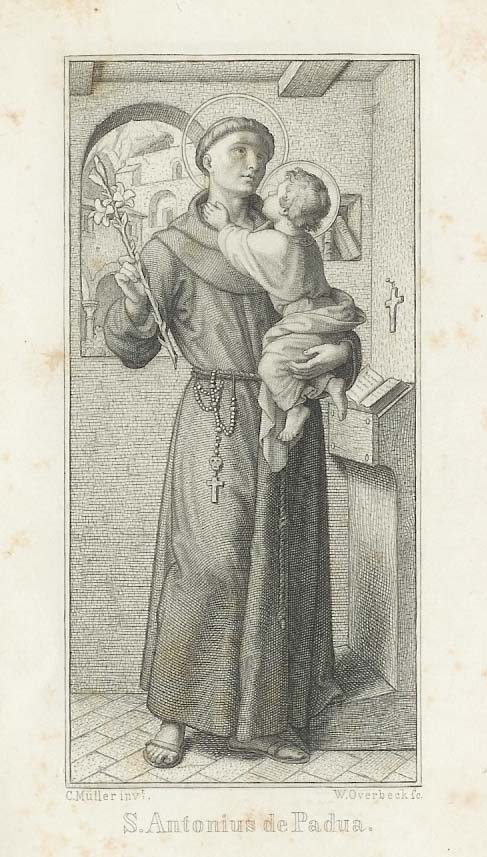
Sint-Antonius van Padua

Het nu verdwenen gehucht verschijnt voor het eerst op enkele kaarten van omstreeks 1570-1575 als kleine nederzetting in de polder van Sint-Antonius-Noord, gelegen in de hoek van de oude Doelpolder en de Sint-Annapolder. In de wijk bevond zich van oudsher een kapel onder de bescherming van de heilige Antonius, het Sint-Anthoniushuisken, die te zien is op vroege achttiende-eeuwse kaarten van de Sint-Anthoniushoek. Deze kapel werd rond 1614 opgericht door de eigenaars (de hoofdgelanden) van de polders Doel, Sint-Anna en Ketenis. Vandaag bestaat deze kapel niet meer. 
In de buurt van de Sint-Antoniuswijk werd ook een schans of redoute opgeworpen die de naam van het verdwenen middeleeuwse gehucht overnam. Deze schans of versterking is goed te zien op bewaarde zeventiende-, achttiende- en negentiende-eeuwse kaarten. Op de Ferrariskaart van ca. 1778 wordt de redoute aangeduid als ‘ruiné’ en in 1830 stond er op deze site een huis.
Het gehucht zelf werd op de Ferrariskaart weergegeven als St. Antoniushoeck. De Atlas der Buurtwegen uit 1841 vermeldt het gehucht St. Antonius Hoek, net als de Vandermaelenkaart uit het midden van de 19de eeuw.
Een groot deel van het gehucht behoorde gemeentelijk tot Kieldrecht, maar parochiaal tot Doel.
De Sint-Antoniushoek verdween in de tweede helft van de 20ste eeuw toen hier in de jaren 70 en 80 bij de uitbreiding van de Antwerpse haven het Doeldok werd aangelegd. Een nieuwe straat verder oostwaarts in het havengebied draagt de naam Sint-Antoniusweg.
Deelgemeenten: Bazel · Beveren · Burcht · Doel · Haasdonk · Kallo · Kieldrecht · Kruibeke · Melsele · Rupelmonde · Verrebroek · Vrasene · Zwijndrecht

Overige dorpen en gehuchten: Beestenhoek · Bloempot · De Bank · Doorn · Es · Gaverland ·  Geslecht · Groot Laar · Halve Maan · Hoogeinde · Hoogstraat · Kalishoek (Doel) · Kalishoek (Melsele) · Kemphoek · Klein Laar · Melseledijk· Mosselbank (Haasdonk) · Mosselbank (Vrasene) · Nieuwe Parochie · Ouden Doel · Oudendijk · Ponjaard · Prosperpolder · Puiput · Rapenberg · Rapenburg · Saftingen · Sint-Antoniushoek · Smoutpot · Stenen Kruis · Tijskenshoek · Vendoorn · Verrebroekse Blikken · Vijfstraten · Vliegenstal · Voshoek · Westakkers · Wilden Haan · Zillebeek · Zwaantje

Belgische gemeenten · Arrondissement Sint-Niklaas · Oost-Vlaanderen · Vlaanderen